# Тинаму-нотоцеркусы
Тинаму́-нотоцеркусы или трёхпалые тинаму́ (лат. Nothocercus) — род птиц семейства тинамовых, состоящий из 3 видов. Все представители рода — птицы средней величины. Окраска оперения у разных видов — это оттенки коричневого с поперечными чёрными штрихами. Распространены в странах Центральной и Южной Америки.

## Этимология
Латинское название рода — Nothocercus, образовано от двух греческих слов: nothos — ошибочный, ложный и kerkos — хвост.
Русское название рода — тинаму-нотоцеркусы или трёхпалые тинаму.

## Внешний вид
Тинаму-нотоцеркусы — это средних размеров птицы, длина тела которых составляет 32—37 см. Окраска оперения оливково-бурая или коричневато-серая с поперечными чёрными штрихами, что позволяет птицам легко прятаться в траве — они ведут преимущественно наземный образ жизни, а летают редко.

## Размножение
Все представители рода полигамны. Кладку насиживает самец. Самки откладывают яйца в гнёзда нескольких самцов, так в гнезде одного самца оказываются яйца от разных самок.

## Питание
Основную часть рациона составляют беспозвоночные.

## Распространение
Тинаму-нотоцеркусы обитают в Центральной и Южной Америке: их можно встретить от Коста-Рики до северных районов Перу. Населяют влажные горные леса.

## Классификация
В состав рода включены 3 вида:
- Nothocercus bonapartei — Горный трёхпалый тинаму, или горный нотоцеркус
- Nothocercus julius — Рыжегрудый трёхпалый тинаму, или желтогрудый нотоцеркус
- Nothocercus nigrocapillus — Капюшоновый трёхпалый тинаму, или черношапочный нотоцеркус